# John Gardner (Rechtsphilosoph)
John Gardner (* 23. März 1965 – 11. Juli 2019) war ein britischer Rechtsphilosoph. Er war von 2000 bis 2019 Professor für Rechtsphilosophie (Jurisprudence) an der Universität Oxford und Fellow am University College, Oxford.
Gardner wuchs in Glasgow auf und studierte Rechtswissenschaften in Oxford am New College. 1995 erwarb er die Doktorwürde mit dem Grad des D.Phil. Von 1991 bis 1996 war er Lehrbeauftragter der Juristischen Fakultät der Universität Oxford; von 1996 bis 2000 lehrte er am King’s College London.
Gardner war Gastprofessor an der Columbia Law School (2000), der Yale University (Georges-Lurcy-Gastprofessur 2002–03, 2005) und der Juristischen Fakultät der University of Texas in Austin (2006).
Er publizierte auf dem Gebiet der Rechtsphilosophie und Rechtstheorie, Ethik und der philosophischen Grundlagen des Deliktsrechts und Strafrechts und war Mitherausgeber verschiedener Zeitschriften. Obwohl seine Arbeiten im englischsprachigen Bereich Beachtung finden, ist bis 2011 erst ein Aufsatz in deutscher Sprache publiziert.